# Patrik Hansson
Patrik Hansson (Växjö, 23 september 1969) is een Zweedse voormalig profvoetballer en huidig voetbaltrainer. Hansson heeft als middenvelder onder meer gespeeld voor Östers IF en SK Brann. Hij is de vader van Emil Hansson.

## Carrière
Hansson startte zijn voetbalcarrière in de Allsvenskan bij Östers IF. Vervolgens speelde hij in de Tippeligaen voor SK Brann en Sogndal. In 1994 keerde hij terug in de Allsvenskan bij Jonsereds IF. In 1996 stopte Hansson door een knieblessure. Hij ging werken als assistent-coach bij zijn oude club SK Brann. Hij stopte daar eind 2012. Van januari 2013 tot augustus 2014 was hij assistent-trainer van het Zweedse  Kalmar FF en trainer van het beloftenteam. Die rollen had hij aansluitend tot eind 2016 bij Hammarby IF. Vanaf begin 2017 is hij hoofdtrainer van het Noorse Fana IL.